# Daniel Windahl
Daniel Windahl (* 20. Juli 1996 in Helsingborg) ist ein ehemaliger schwedischer Tennisspieler und heutiger Padelspieler.

## Karriere
Windahl ist der Sohn des ehemaligen Spielers Jörgen Windahl, der auch als sein Trainer fungierte. Daniel Windahl galt als eines der vielversprechendsten schwedischen Tennistalente seiner Generation.
Er spielte zunächst erfolgreich auf der ITF Junior Tour, wo er im Januar 2014 Platz 55 im Junioren-Ranking erreichte. In der Juniorenausgabe von Wimbledon stand er 2013 in der zweiten Runde. Darüber hinaus gewann er fünf Einzel- und vier Doppeltitel.
Bei den Profis spielte Windahl hauptsächlich auf der ATP Challenger Tour und der ITF Future Tour. Sein Debüt auf der ATP Tour gab er im Juli 2014 bei den SkiStar Swedish Open, wo er an der Seite von Elias Ymer im Doppel eine Wildcard erhielt. Sie verloren ihre Auftaktpartie gegen Gero Kretschmer und Alexander Satschko knapp in drei Sätzen, es blieb Windahls einziges Match auf dieser Ebene. 2015 und 2016 gewann er je einen Doppeltitel der Future Tour, was seine einzigen Titel darstellten.
2016 wurde Windahl für die Begegnung gegen Russland für die schwedische Davis-Cup-Mannschaft berufen. Er verlor dort seine beiden Matches.
Im selben Jahr spielte er auch sein letztes Tennisturnier. Er sprach später in den Medien über seine Beweggründe für ein Karriereende mit gerade einmal 20 Jahren. Er litt durch den Erfolgsdruck an schweren Depressionen und hatte Suizidgedanken.
Windahl fing mit Padel an und erzielte dort schnell Erfolge. Als erster Schwede zog er 2021 in die Top 100 der Padelweltrangliste ein. Seine beste Platzierung war Platz 48.